# Masayoshi Yamazaki
Masayoshi Yamazaki (山崎 ま さ よ し, 23 de Dezembro de 1971, em Kusatsu, Shiga) é um cantor, compositor e musico japonês.

## Discografia
| - Tsukiakari ni Terasarete (1995) - Chuka Ryori (1996) - Serori (1996) - One More Time, One More Chance (1997) - Adrenaline (1997) - Furimukanai (1997) - Mizu no Nai Suisou (1998) - Boku ha Koko ni Iru (1998) - Passage (1999) - Yawarakai Tsuki (2000) - Ashita no Kaze (2000) - Plastic Soul (2001) - Shinpakusu (2002) - Zenbu Kimi datta (2003) - Mikansei (2003) - Boku to Furyo to Koutei de (2003) - Bokura ha Shizuka ni Kieteiku (2004) - Biidama Bouenkyou (2004) - Menuetto (2005) - 8-gatsu no Christmas (2005) - Angel-A (2006) - Mayonaka no Boon Boon (2008) - Shinkaigyo (2008) - Heart of Winter (2008) - Haru mo Arashi mo (2009) - HOBO Walking (2010) - Hanabi (2010) - Taiyo no Yakusoku (2012) - Aphrodite (2012) - Hoshizora Guitar (2012) - Altair no Namida (2013) | - Allergy no tokkoyaku (Specific for allergy) (1996) - HOME (1997) - domino (1998) - SHEEP (2000) - transition (2001) - Atelier (2003) - ADDRESS (2006) - IN MY HOUSE (2009) - HOBO'S MUSIC (2010) - FLOWERS (2013) - Stereo (1996) - Stereo 2 (1997) - One Knight Stands (2000) - Transit Time (2002) - With Strings (2006) - Concert at SUNTORY HALL (2011) - HARVEST ~ LIVE SEED FOLKS Special in Katsushika 2014 ~ (2015) - COVER ALL YO! (2007) - COVER ALL HO! (2007) - Blue Period (A-Side single collecttion, 2005) - Out of the Blue (B-Side single collection, 2005) - The Road to YAMAZAKI ~ the BEST for beginners ~ (2013) - Rose Period - The Best 2005-2015 (2015) |

## Ligações Externas
- Official Site (em japonês) — Site oficial
- Página do artista na Universal Music Japan